# Huỳnh Minh
Huỳnh Minh (tên thật: Huỳnh Khắc Vịnh, 1913-?) là một nhà biên khảo chuyên viết sách về thể loại lịch sử và văn hóa của vùng đất Nam Bộ Việt Nam, đồng thời còn là một thầy thuốc Đông y.

## Sự nghiệp
Huỳnh Minh sinh tại một làng thuộc tổng Hòa Quới ở cù lao An Hóa, đương thời thuộc tỉnh Mỹ Tho, nay là xã Giao Long, huyện Châu Thành, tỉnh Bến Tre. Ông vốn là chủ cơ sở xuất bản Cánh Bằng ở số 585/88 đường Phan Đình Phùng (nay là đường Nguyễn Đình Chiểu), Sài Gòn. Huỳnh Minh là người đam mê sưu tập các nguồn tư liệu xưa và nay về lịch sử, văn hóa, xã hội ở Nam Bộ. Ngoài ra, ông còn nghiên cứu Đông y.
Từ năm 1963 đến năm 1973, Huỳnh Minh đã cho ra đời 10 tập sách thuộc dạng viết về lịch sử và văn hóa của những vùng đất Nam Bộ. Cuốn Địa linh nhân kiệt - Kiến Hòa xưa và nay viết về Bến Tre, quê hương ông là cuốn đầu tiên ông viết được xuất bản. Kế tiếp là những cuốn nổi tiếng được nhiều người biết đến như: Bạc Liêu xưa và nay, Cần Thơ xưa và nay, Định Tường xưa và nay, Sa Đéc xưa và nay, Gia Định xưa và nay, Tây Ninh xưa và nay, Vũng Tàu xưa và nay, Vĩnh Long xưa và nay,...
Các quyển sách thuộc dạng "sưu khảo" này - chữ dùng của tác giả - ngoài phần văn chương (chiếm tỷ lệ không cao) còn có những tư liệu bổ ích về lịch sử, văn hóa, xã hội và kinh tế...
Theo giới nghiên cứu và sưu tầm sách, thì những đóng góp của nhà biên khảo Huỳnh Minh đã giới thiệu về đất nước và con người của mỗi địa phương mà ông đã đi qua nhất là những giá trị nhân văn mà ông gửi gắm qua từng trang viết (trong điều kiện chiến tranh) rất quan trọng. Tuy nhiên, trong một số các công trình biên khảo của ông vẫn có nhiều sai sót cơ bản cần phải đính chính..

## Tác phẩm

### Loại sách sưu khảo các tỉnh thành năm xưa
- Địa linh nhơn kiệt (Kiến Hòa [Bến Tre] xưa và nay).
- Bạc Liêu xưa và nay
- Cần Thơ xưa và nay - Cánh Bằng XB năm 1966
- Vũng Tàu xưa và nay - Tác giả xuất bản năm 1970
- Định Tường xưa và nay
- Tây Ninh xưa và nay - Tác giả xuất bản 1972
- Gia Định xưa và nay
- Vĩnh Long xưa và nay - Cánh Bằng năm 1967
- Sa Đéc xưa và nay
- Gò Công xưa và nay

### Các thể loại khác
- Ánh sáng chơn lý
- Ăn chay có lợi gì
- Bá bệnh thần phương
- Danh nhân tư tưởng
- Đời khổ hạnh ông Đạo Dừa
- Đời người qua nét bút I, II, III
- Huyền bí học
- Lược sử tu sĩ Nguyễn Thành Nam
- Luyện chí
- Sống tranh đấu
- Sống vui hay sống khổ
- Thần phương khảo luận
- Thế giới vô hình người và ma